# Superhelt (film)
Superhelt er en dansk kortfilm fra 2008 instrueret af Kristian Sønderby.

## Handling
Om den kræftsyge dreng Thomas, der letsindigt ifører sig superheltekostume for at gøre indtryk på den søde nabopige. En slags heltegerning får han da også udført, men gavnligt for hans helbred er det ikke.